# Силата на съдбата
„Силата на съдбата“ е опера, композирана от италианския композитор Джузепе Верди.
Действието се развива в Испания и Италия през средата на XVIII век. Верди се спира на произведението „Дон Алваро“ или „Силата на съдбата“ от испанския драматург, поет и политически деец Анхело Сааведра. Либретист е Франческо Пиаве. Премиерата е в Петербург на 10 ноември 1862 г. под диригентството на Верди.
Той не е доволен от творбата и след няколко години се заема с преработката ѝ. Антонио Гисланцони редактира текста, а Верди прави доста промени в музиката. На 20 февруари 1869 г. е изнесена с успех в миланския театър „Ла Скала“. В България е поставена от Софийската народна опера през 1934 г. с диригент Асен Найденов и режисьор Илия Арнаудов.